# Benedito Onofre Bezerra Leonel
Benedito Onofre Bezerra Leonel GCMM • GCIH (Piraju, 29 de abril de 1930 — São Paulo, 15 de novembro de 2011) foi um militar brasileiro.
Graduou-se aspirante-a-oficial de Artilharia em 1950, na Academia Militar das Agulhas Negras. Realizou diversos cursos, incluindo o da Escola de Comando e Estado-Maior do Exército. Foi chefe do Estado-Maior do Exército, de 3 de março de 1993 a 29 de dezembro de 1994.
Posteriormente, foi nomeado Ministro-Chefe do Estado-Maior das Forças Armadas entre 1 de janeiro de 1995 e 10 de junho de 1999, durante o governo Fernando Henrique Cardoso, onde permaneceu até a criação do Ministério da Defesa.
Admitido à Ordem do Mérito Militar, Leonel foi promovido em 1992 ao grau de Grã-Cruz. Em 1997, foi admitido pelo presidente Jorge Sampaio à Ordem do Infante D. Henrique, também no grau de Grã-Cruz.